# Yuen Woo-ping
Yuen Woo-ping (Chinees: 袁和平 ) (Kanton, 1 januari 1945) is een Chinees actiechoreograaf en filmregisseur. Nadat hij de gevechten van The Matrix had geregisseerd, werd hij ook in het westen algemeen bekend.

## Biografie
Yuen Woo-ping werd geboren in Kanton, China. Yuen was de oudste van 12 kinderen van acteur Yuen Siu-tien (of Simon Yuen Hsiao-tien). Hij begon zijn carrière als stuntman in films als 'The Chinese Boxer' (1970) van de Shaw Brothers, maar hij stapte al snel over op actiechoreografie van kungfu-films. Hij regisseerde de gevechten in zo'n 50 films. In 1978 regisseerde hij zijn eerste film 'Snake in Eagle's Shadow'. In 1979 richtte hij zijn eigen productiemaatschappij op. In 2001 won hij drie grote filmprijzen voor zijn werk in 'Crouching Tiger, Hidden Dragon'. In 2004 won hij de 'American Choreography Award' voor zijn gevechtschoreografie in Kill Bill 2 en de 'Hong Kong Film Award' voor 'Kung Fu Hustle'.

## Trivia
- Zijn naam Woo-ping betekent vrede in het Kantonees.
- Zijn bijnaam is Big Eyes (Grote Ogen).
- Zijn naam wordt ook wel als Woo-ping Yuen of Yuen Woo-ping geschreven.

## Filmografie

### Regie
- 1978 - Snake in the Eagle's Shadow (Se ying diu sau)
- 1978 - Drunken Master (Jui kuen)
- 1979 - Dance of the Drunk Mantis (Nan bei zui quan)
- 1979 - Magnificent Butcher (Lin shi rong)
- 1980 - The Buddhist Fist (Fo Zhang luo han quan)
- 1981 - Dreadnought (Yong zhe wu ju)
- 1981 - Exciting Dragon (Long fa wei)
- 1982 - Miracle Fighters (Qi men dun jia)
- 1982 - Oriental Voodoo
- 1982 - Legend of a Fighter (Huo Yuanjia)
- 1984 - Shaolin Drunkard (Tian shi zhuang xie)
- 1984 - Drunken Tai-Chi (Xiao tai ji)
- 1985 - Mismatched Couples (Qing feng di shou)
- 1986 - Dragon Vs. Vampire (Jiang shi pa pa)
- 1988 - Tiger Cage (Te jing tu long)
- 1989 - In the Line of Duty IV (Huang jia shi jie zhi IV: Zhi ji zheng ren)
- 1990 - Tiger Cage 2 (Xi hei qian)
- 1991 - Tiger Cage 3 (Leng mian ju ji shou)
- 1993 - Last Hero in China (Wong Fei-hung chi tit gai dau neung gung)
- 1993 - Heroes Among Heroes (Su qi er)
- 1993 - Iron Monkey (Siunin Wong Fei-hung tsi titmalau)
- 1993 - The Tai Chi Master (Tai ji zhang san feng)
- 1994 - Wing Chun (Yong Chun)
- 1995 - Fire Dragon (Huo yun chuan qi)
- 1995 - The Red Wolf (Hu meng wei long)
- 1996 - Iron Monkey 2 (Jie tou sha shou)
- 1996 - Tai Chi Boxer (Tai ji quan)

### Actiechoreografie
(Belangrijkste films)
- 1971 - Mad Killer (Feng kuang sha shou)
- 1978 - Drunken Master (Jui kuen)
- 1991 - Once Upon a Time in China (Wong Fei-hung)
- 1992 - Twin Dragons (Shuang long hui)
- 1994 - Fist of Legend (Jing wu ying xiong)
- 1996 - Black Mask (Hak hap)
- 1999 - The Matrix
- 2000 - Crouching Tiger, Hidden Dragon (Wo hu cang long)
- 2001 - The Legend of Zu (Shu shan zheng zhuan)
- 2002 - Black Mask 2: City of Masks (Hak hap 2)
- 2003 - The Matrix Reloaded
- 2003 - The Matrix Revolutions
- 2003 - Kill Bill 1
- 2004 - Kill Bill 2
- 2004 - Kung Fu Hustle
- 2005 - Unleashed
- 2006 - Fearless (Huo Yuanjia)
- 2006 - The Banquet - (Ye yan)